# 大江優成
大江 優成（おおえ ゆうり）は、舞夢プロに所属していた日本の元子役である。

## 出演

### テレビドラマ
- マザー・ゲーム～彼女たちの階級～（2015年4月14日 - 6月16日、TBS） - 矢野優輝 役[2]
- ダメな私に恋してください 第4話（2016年2月2日、TBS）[3]
- 怪盗 山猫 第6話（2016年2月20日、日本テレビ） - 市村孝好 役[4]
- はじめまして、愛しています。（2016年、テレビ朝日） - 梅田信次 (幼少期) 役[5]
- 好きな人がいること（2016年7月11日 - 9月19日、フジテレビ） - 柴崎冬馬（幼少期）役[6]
- メディカルチーム レディ・ダ・ヴィンチの診断 第5話（2016年11月8日、関西テレビ・フジテレビ） - 入院中の男の子 役[7]
- カルテット 第4話（2017年2月7日、TBS） - 大橋光大 役[8]
- シグナル 長期未解決事件捜査班 第1話（2018年4月10日、フジテレビ） - 三枝健人（幼少期）役[9]
- プリティが多すぎる 第1話（2018年10月18日、日本テレビ)  - 新見佳考（幼少期）役[10]
- 僕の初恋をキミに捧ぐ 第1話（2019年1月19日、テレビ朝日)  - 鈴谷昴（幼少期）役[11]
- インハンド 第4話（2019年5月3日、TBS） - 緒田貴成（幼少期）役[12]
- 盤上の向日葵（2019年9月、NHK） - 上条桂介（幼少期）役[13]
- 大富豪同心 第3回（2019年10月26日、NHK） - 八巻卯之吉（幼少期）役 [14]
- 三浦部長、本日付けで女性になります。（2020年3月21日、NHK総合)  - 三浦秀太 役[15]

### 映画
- 『僕だけがいない街』 (2016年3月19日)[16]
- 『四月は君の嘘』（2016年9月10日） - 有馬公生（幼少期）役[17]
- 『あのコの、トリコ。』（2018年10月5日） - 鈴木頼（幼少期）役[18]
- 『ニセコイ』（2018年12月21日） - 一条楽（幼少期）役[19]
- 『うちの執事がいうことには』（2019年5月17日）- 赤目刻弥（幼少期）役[13]
- 『喝 風太郎！！』（2019年11月1日)  - 笹本健司（幼少期）役[20]

### CM
- ミツカン「カンタン黒酢～味見編～」(2017年)[21]

### その他
- 舞台『SaGa THE STAGE ～七英雄の帰還～』（2018年）- サグザー (幼少期) 役 (声のみの出演)[22]